# Desiderius
Desiderius ist ein männlicher Vorname, der von dem lateinischen Verb desiderare (begehren, wünschen) abgeleitet ist.

## Varianten
Die Namensform in mehreren romanischen Sprachen lautet Desiderio, auf Französisch Didier, auf Italienisch Desideri, auf Ungarisch Dezső sowie auf Rumänisch Dezideriu.

## Namenstag
- 23. Mai

## Weibliche Namensformen
- Desideria
- Désirée

## Namensträger
Antike und Mittelalter (chronologisch)
- Der Lektor Desiderius, Diakon des Bischofs Januarius von Neapel († 305)
- Der angebliche Caesar Desiderius  († 353?), Bruder des Magnentius
- Der hl. Bischof Desiderius von Langres (um 355 oder 407) – Gedenktag: 23. Mai und in Langres: 19. Januar
- Desiderius von Aquitanien († 587), gallorömischer Herzog in Aquitanien
- Der hl. Erzbischof Desiderius von Vienne († um 606) – Gedenktag: 26. Mai
- Der hl. Bischof Desiderius von Cahors († 655) – Gedenktag: 15. November
- Der hl. Bischof Desiderius Rhodonensis († um 670) – Gedenktag: 17. September
- Der hl. Mönch Desiderius von Fontenelle († um 700) – Gedenktag: 18. Dezember
- Der letzte Langobardenkönig Desiderius (regiert bis 774)
- Der hl. Eremit Desiderius (Eremit) (8. Jahrhundert) – Gedenktag: 25. März
- Der Abt Desiderius von Montecassino, 1086 zum Papst gewählt (Viktor III.)
- Der italienische Katharerführer Desiderius, um 1200

Neuzeit (alphabetisch)
- Der gelehrte Desiderius Erasmus von Rotterdam (* 1466, 1467 oder 1469; † 1536)
- Desiderius Beck (1804–1877), Begründer des salinischen Moorbads Aibling
- Desiderius Breitenstein (1889–1950), deutscher römisch-katholischer Theologe
- Desiderius Fangh (1876–1947), österreichischer Maler mit ungarischen Wurzeln
- Desiderius Hampel (1895–1981), österreichischer Offizier der Waffen-SS
- Desiderius Lenz (1832–1928), deutscher Benediktiner, Maler, Architekt und Bildhauer
- Desiderius Papp (1895–1993), österreich-ungarisch-argentinischer Journalist und Wissenschaftshistoriker
- Desiderius Rwoma (* 1947), tansanischer Geistlicher und emeritierter römisch-katholischer Bischof von Bukoba